# Dia
Um dia é uma unidade de tempo geralmente definida como um intervalo igual a 24 horas. O termo também é utilizado para referir-se à parte do dia total na qual uma dada localidade encontra-se iluminada pela luz do sol. O período de tempo medido a partir de meio-dia local ao meio-dia seguinte — especificamente entre duas passagens do sol pelo meridiano local — é chamado de dia solar. O comprimento do dia solar varia durante o ano. A média desses valores fornece o dia solar médio, cuja duração é 24 horas.
A duração média de um dia solar na Terra é de cerca de 86 400 segundos (24 horas) e há cerca de 365,2422 dias solares em uma média de ano tropical. Devido às órbitas celestes não serem perfeitamente circulares, e, assim, viajarem a velocidades diferentes nas várias posições de órbita, um dia solar não tem o mesmo período de tempo ao longo de um ano orbital. Um dia, entendido como o período de tempo que leva para a Terra fazer uma rotação completa. Alguns autores advertem contra a identificação de "dia" como período de rotação. Com relação ao fundo celeste ou estrelas distantes (que se assume estarem estáticas), é chamado dia sideral ou ainda dia estelar. Este período de rotação é de 23 horas, 56 minutos e 04 segundos, ou seja, aproximadamente 4 minutos a menos do que as 24 horas esperadas, principalmente devido aos efeitos da maré. O período de rotação da Terra não é constante, resultando em novas variações menores para ambos os dias solares e estelares. Outros planetas e luas também têm dias estelar e solar próprios.

## Etimologia

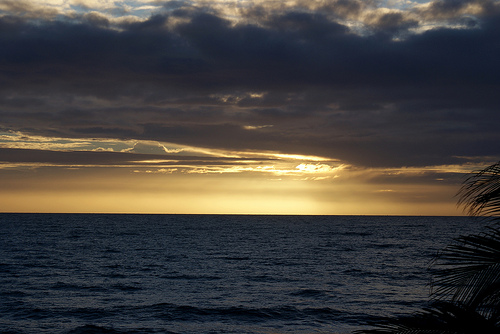
Nasce o dia em Beberibe, Brasil

O termo é originário da palavra latina dies, esta por sua vez originária da raiz indo-europeia *dei- que significa "brilhar", da qual é proveniente o sânscrito द्याउः (dyāuḥ), "céu luminoso". A palavra latina também deu origem ao castelhano día e ao francês antigo di.

## Física
Um dia tem o símbolo d e é definido como 86.400 segundos. O segundo é a unidade de tempo oficial do sistema internacional de unidades. Um dia no tempo universal coordenado pode ter um comprimento de 86 399 ou 86 401 segundos.
O Escritório Internacional de Pesos e Medidas atualmente define como um segundo a duração de 9 192 631 770 períodos da radioatividade correspondente à transição entre os dois níveis hiperfinos do estado fundamental do césio 133.

### Astronomia

#### Dia solar
É a unidade de tempo equivalente a 24 horas, em média. Este é, aproximadamente, o tempo que a Terra demora a fazer uma rotação completa sobre o seu eixo. Há 365 em um ano (salvo nos bissextos em que são 366). Um dia solar começa a partir do meio dia local. Usa-se o adjetivo "diário".
Uma semana é igual a 7 dias, um século possui 36 525 dias e um milênio possui 365 242 dias.
Há número variável deles em cada mês:
- janeiro: 31
- fevereiro: 28 (29 nos anos bissextos)
- março: 31
- abril: 30
- maio: 31
- junho: 30
- julho: 31
- agosto: 31
- setembro: 30
- outubro: 31
- novembro: 30
- dezembro: 31

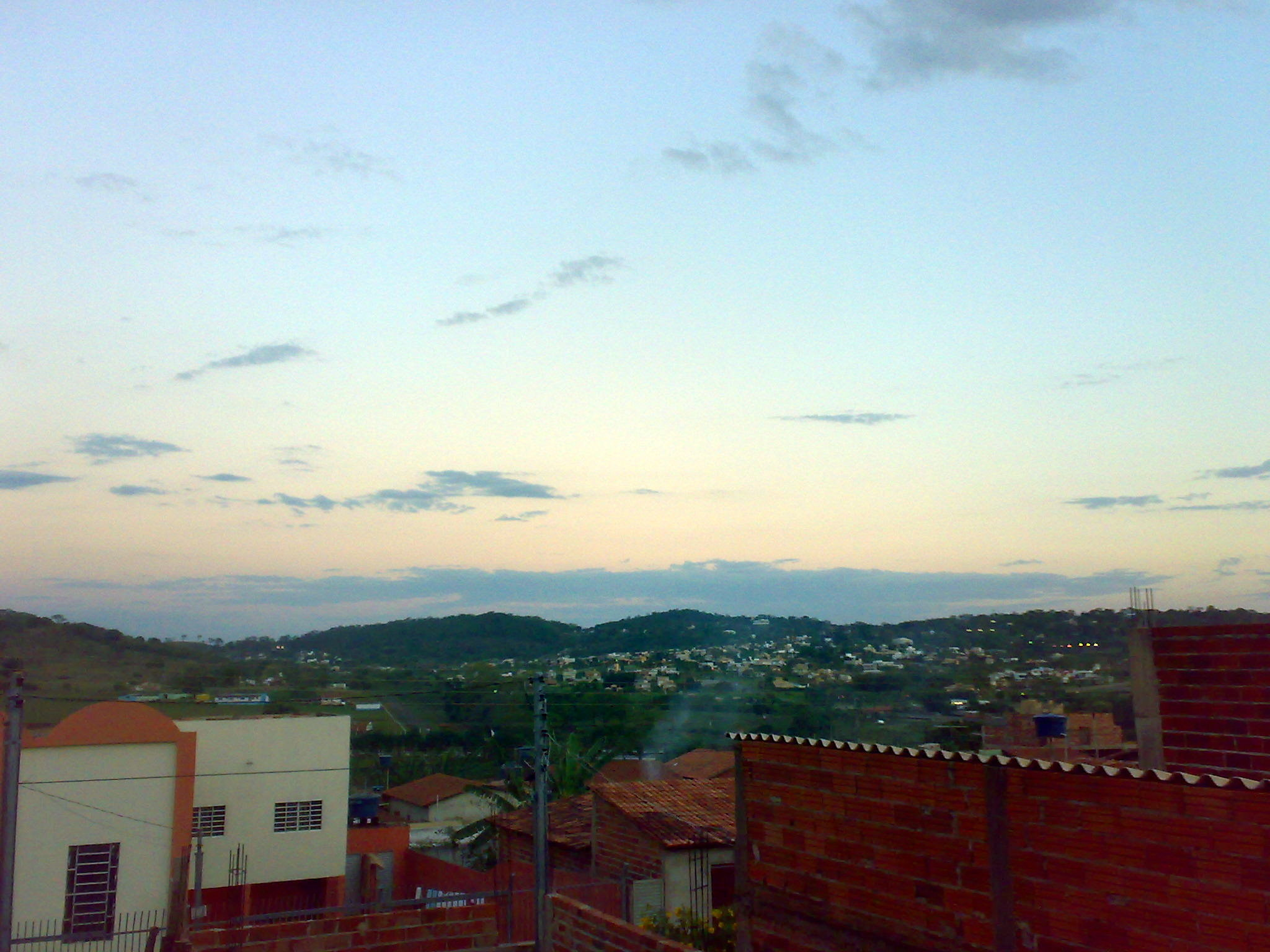
Fim do dia em Goiânia, Brasil

Alterações na duração do dia ao longo da escala de tempo geológico foram verificadas experimentalmente através da contagem dos anéis de crescimento em corais fossilizados. Os corais têm uma iluminação de crescimento relacionado com diurnalidade: de acordo com a duração do dia, se é mais curta ou mais longa, a ranhura é mais ou menos larga, com periodicidade anual. É assim possível determinar o número de dias por ano nos variados tempos geológicos:
| Data                                  | Período geológico | Número de dias por ano | Fotoperíodo |
| ------------------------------------- | ----------------- | ---------------------- | ----------- |
| Hoje                                  | Atual             | 365                    | 24 horas    |
| 100 milhões de anos antes do presente | Jurássico         | 380                    | 23 horas    |
| 200 milhões de anos antes do presente | Permiano          | 390                    | 22,5 horas  |
| 300 milhões de anos antes do presente | Carbonífero       | 400                    | 22 horas    |
| 400 milhões de anos antes do presente | Siluriano         | 410                    | 21,5 horas  |
| 500 milhões de anos antes do presente | Cambriano         | 425                    | 20,5 horas  |

#### Dia sideral
É o tempo que a Terra leva para dar uma volta exata sobre o seu eixo de rotação. Ao mesmo tempo em que a Terra gira ao redor do seu eixo ela também gira ao redor do Sol, assim quando medimos o tempo entre o meio-dia de determinado dia e o meio-dia de seu amanhã, a Terra também já deu uma fração de volta ao redor do Sol; para que o Sol chegue ao topo da sua trajetória diária é preciso que a Terra gire mais um pouco (para compensar a fração de volta ao redor do Sol). Por isto o dia solar é um pouco maior que o dia sideral.

#### Dia natural
Tempo em que o Sol pode ser observado, a partir da Terra, acima da linha do horizonte. Período compreendido entre o nascer do sol e o pôr do sol. É o oposto da noite e dividido em manhã e tarde. Usa-se o adjetivo "diurno".

## Biologia
Para a maioria dos animais diurnos como o ser humano, o dia começa, naturalmente, ao amanhecer e termina ao pôr do sol. Para os animais noturnos, o dia começa ao anoitecer.
As mudanças que ocorrem em nosso corpo ao longo do dia são reguladas por um relógio biológico que se sincroniza com o dia e a noite do ambiente. No período matutino, podemos apresentar energia e produtividade melhoradas ou reduzidas. A habilidade de uma pessoa para acordar efetivamente durante a manhã pode ser influenciada pelo funcionamento do seu relógio biológico circadiano e seus ajustes com o ambiente. Cada indivíduo apresenta uma preferência nos horários de dormir e acordar, que pode ser influenciada pelo seu contexto, assim como pelo sexo, idade e características genéticas. Por exemplo, o gene denominado PER3 ("Período 3") existe em duas formas, as variantes "longa" e "curta", e parece afetar a preferência da pessoa por manhãs ou pelo anoitecer. Pessoas que portam a variante "longa" são sobrerrepresentadas como matutinas, enquanto as que portam a variante "curta" são pessoas de preferência pela vespertinidade.

## Ciências sociais

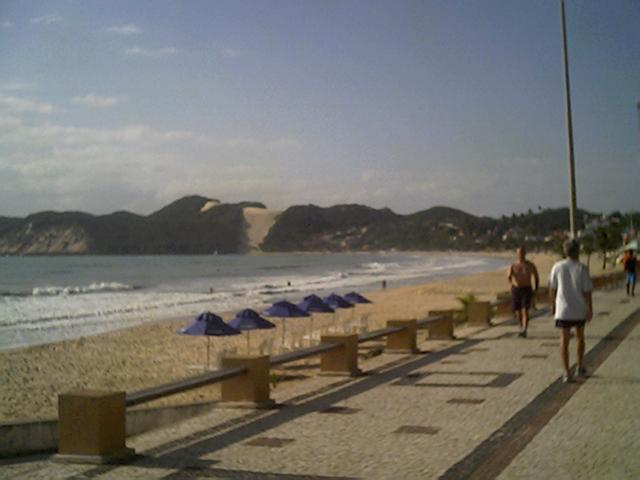
Manhã na praia de Ponta Negra em Natal, Brasil

Dias, como véspera de Natal e o Dia das Bruxas, são remanescentes tradicionais de quando os feriados religiosos começavam na noite anterior.
O Documento de Damasco, cujas cópias também foram encontradas entre os Manuscritos do Mar Morto, afirmando a respeito da guarda do sábado, "Ninguém deve fazer qualquer trabalho na sexta-feira a partir do momento que o sol se põe", presumivelmente indicando que a comunidade monástica responsável pela elaboração deste trabalho contava o dia como terminando pouco antes de o sol começar a se por.

### Dia artificial
É o período que se inicia a partir do momento em que as luzes artificiais das casas, ruas e veículos se acendem gradativamente à medida que o Sol se põe — e compreendido deste evento até o nascer do sol.
A palavra "manhã" pode se referir ao período imediato após a pessoa acordar, independentemente do atual horário do dia. Esta acepção moderna para a manhã se dá principalmente com a disseminação mundial da eletricidade, e a concomitante independência das fontes de luz natural.

### Dia civil
Para fins civis, tempo comum aos relógios tem sido definido para uma região inteira, com base no tempo solar local médio de algum meridiano central. Tais fusos horários passaram a serem adotados em meados do século XIX, quando as estradas de ferro com horários regulares entraram em uso; a maioria dos países os adotou até 1929. Para todo o mundo, 40 fusos horários estão agora em uso, sendo o principal o tempo universal coordenado (sigla em língua inglesa: UTC).
A presente convenção tem o dia civil começando à meia-noite, que está próxima do tempo de menor culminação na média solar para o meridiano central do fuso horário.

#### Segundo bissexto
Para manter o dia civil alinhado com o movimento do Sol, são feitas modificações positivas ou negativas no valor do segundo. Um dia no relógio civil tem tipicamente 86 400 segundos, podendo variar para 86 401 s ou 86 399 s no caso das modificações supracitadas.

### Calendário
No calendário gregoriano, um dia é a sétima parte de uma semana. Cada dia da semana possui um nome diferente: domingo, segunda-feira, terça-feira, quarta-feira, quinta-feira, sexta-feira e sábado.
| Janeiro  | Janeiro  | Janeiro  | Janeiro  | Janeiro  | Janeiro  | Janeiro  |  | Fevereiro | Fevereiro | Fevereiro | Fevereiro | Fevereiro | Fevereiro | Fevereiro |  | Março    | Março    | Março    | Março    | Março    | Março    | Março    |  | Abril    | Abril    | Abril    | Abril    | Abril    | Abril    | Abril    |
| 1        | 2        | 3        | 4        | 5        | 6        | 7        |  | 1         | 2         | 3         | 4         | 5         | 6         | 7         |  | 1        | 2        | 3        | 4        | 5        | 6        | 7        |  | 1        | 2        | 3        | 4        | 5        | 6        | 7        |
| 8        | 9        | 10       | 11       | 12       | 13       | 14       |  | 8         | 9         | 10        | 11        | 12        | 13        | 14        |  | 8        | 9        | 10       | 11       | 12       | 13       | 14       |  | 8        | 9        | 10       | 11       | 12       | 13       | 14       |
| 15       | 16       | 17       | 18       | 19       | 20       | 21       |  | 15        | 16        | 17        | 18        | 19        | 20        | 21        |  | 15       | 16       | 17       | 18       | 19       | 20       | 21       |  | 15       | 16       | 17       | 18       | 19       | 20       | 21       |
| 22       | 23       | 24       | 25       | 26       | 27       | 28       |  | 22        | 23        | 24        | 25        | 26        | 27        | 28        |  | 22       | 23       | 24       | 25       | 26       | 27       | 28       |  | 22       | 23       | 24       | 25       | 26       | 27       | 28       |
| 29       | 30       | 31       |          |          |          |          |  | 29        |           |           |           |           |           |           |  | 29       | 30       | 31       |          |          |          |          |  | 29       | 30       |          |          |          |          |          |
| Maio     | Maio     | Maio     | Maio     | Maio     | Maio     | Maio     |  | Junho     | Junho     | Junho     | Junho     | Junho     | Junho     | Junho     |  | Julho    | Julho    | Julho    | Julho    | Julho    | Julho    | Julho    |  | Agosto   | Agosto   | Agosto   | Agosto   | Agosto   | Agosto   | Agosto   |
| 1        | 2        | 3        | 4        | 5        | 6        | 7        |  | 1         | 2         | 3         | 4         | 5         | 6         | 7         |  | 1        | 2        | 3        | 4        | 5        | 6        | 7        |  | 1        | 2        | 3        | 4        | 5        | 6        | 7        |
| 8        | 9        | 10       | 11       | 12       | 13       | 14       |  | 8         | 9         | 10        | 11        | 12        | 13        | 14        |  | 8        | 9        | 10       | 11       | 12       | 13       | 14       |  | 8        | 9        | 10       | 11       | 12       | 13       | 14       |
| 15       | 16       | 17       | 18       | 19       | 20       | 21       |  | 15        | 16        | 17        | 18        | 19        | 20        | 21        |  | 15       | 16       | 17       | 18       | 19       | 20       | 21       |  | 15       | 16       | 17       | 18       | 19       | 20       | 21       |
| 22       | 23       | 24       | 25       | 26       | 27       | 28       |  | 22        | 23        | 24        | 25        | 26        | 27        | 28        |  | 22       | 23       | 24       | 25       | 26       | 27       | 28       |  | 22       | 23       | 24       | 25       | 26       | 27       | 28       |
| 29       | 30       | 31       |          |          |          |          |  | 29        | 30        |           |           |           |           |           |  | 29       | 30       | 31       |          |          |          |          |  | 29       | 30       | 31       |          |          |          |          |
| Setembro | Setembro | Setembro | Setembro | Setembro | Setembro | Setembro |  | Outubro   | Outubro   | Outubro   | Outubro   | Outubro   | Outubro   | Outubro   |  | Novembro | Novembro | Novembro | Novembro | Novembro | Novembro | Novembro |  | Dezembro | Dezembro | Dezembro | Dezembro | Dezembro | Dezembro | Dezembro |
| 1        | 2        | 3        | 4        | 5        | 6        | 7        |  | 1         | 2         | 3         | 4         | 5         | 6         | 7         |  | 1        | 2        | 3        | 4        | 5        | 6        | 7        |  | 1        | 2        | 3        | 4        | 5        | 6        | 7        |
| 8        | 9        | 10       | 11       | 12       | 13       | 14       |  | 8         | 9         | 10        | 11        | 12        | 13        | 14        |  | 8        | 9        | 10       | 11       | 12       | 13       | 14       |  | 8        | 9        | 10       | 11       | 12       | 13       | 14       |
| 15       | 16       | 17       | 18       | 19       | 20       | 21       |  | 15        | 16        | 17        | 18        | 19        | 20        | 21        |  | 15       | 16       | 17       | 18       | 19       | 20       | 21       |  | 15       | 16       | 17       | 18       | 19       | 20       | 21       |
| 22       | 23       | 24       | 25       | 26       | 27       | 28       |  | 22        | 23        | 24        | 25        | 26        | 27        | 28        |  | 22       | 23       | 24       | 25       | 26       | 27       | 28       |  | 22       | 23       | 24       | 25       | 26       | 27       | 28       |
| 29       | 30       |          |          |          |          |          |  | 29        | 30        | 31        |           |           |           |           |  | 29       | 30       |          |          |          |          |          |  | 29       | 30       | 31       |          |          |          |          |